# علوم انسانی زیست‌محیطی

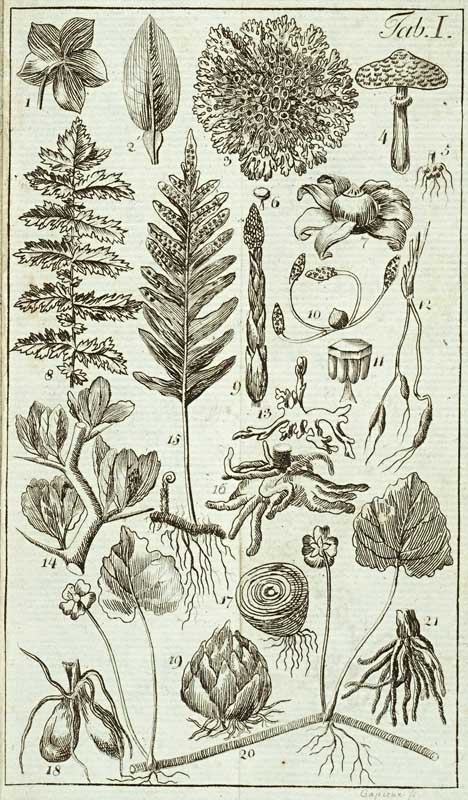
تصویر زیست شناسی توسط ژان کپیو

علوم انسانی زیست‌محیطی (به انگلیسی: Environmental humanities) (همچنین علوم انسانی بوم‌شناختی) یک حوزه تحقیقاتی میان‌رشته‌ای است که از زیرشاخه‌های زیست‌محیطی زیادی که در چند دهه گذشته در علوم انسانی ظهور کرده‌اند، به ویژه ادبیات زیست‌محیطی، فلسفهٔ محیط زیست، تاریخ محیط زیست، مطالعات علم و فناوری، انسان‌شناسی زیست‌محیطی و ارتباطات زیست‌محیطی تکیه می‌کند. علوم انسانی زیست‌محیطی از پرسش‌های انسان‌گرایانه دربارهٔ معنا، فرهنگ، ارزش‌ها، اخلاقیات، و مسئولیت‌ها برای رسیدگی به مشکلات محیطی مبرم استفاده می‌کند. هدف علوم انسانی زیست‌محیطی کمک به پل زدن شکاف‌های سنتی بین علوم و علوم انسانی و همچنین بین راه‌های غربی، شرقی و بومی برای ارتباط با جهان طبیعی و جایگاه انسان در آن است. این میدان همچنین در برابر شکاف سنتی بین «طبیعت» و «فرهنگ» مقاومت می‌کند و نشان می‌دهد که چگونه بسیاری از مسائل «محیط‌زیست» همواره درگیر پرسش‌های بشری از عدالت، کار و سیاست بوده‌اند. علوم انسانی محیط زیست نیز روشی برای ترکیب روش‌های حوزه‌های مختلف برای ایجاد روش‌های جدید تفکر دربارهٔ مشکلات زیست‌محیطی است.